# Brzezówka (Jasło)
Pour les articles homonymes, voir Brzezówka.
Brzezówka est une localité polonaise de la gmina de Tarnowiec, située dans le powiat de Jasło en voïvodie des Basses-Carpates.